# AmneZia
AmneZia는 러시아의 누 메탈 밴드이다.

## 발매 앨범
- Amnezia (2006년, EP)
- Enslaved By Slave (2006년)